# Camponotus gibbinotus
Camponotus gibbinotus é uma espécie de inseto do gênero Camponotus. Pertence à família Formicidae.